# 馬其頓廣場
馬其頓廣場是北馬其頓共和國史高比耶的一座主要廣場。這座廣場是北馬其頓共和國最大的廣場，面積18.500平方公尺。廣場位於斯科普里的市中心。

## 外部連結
- Live Webcam （页面存档备份，存于）

41°59′46″N 21°25′54″E / 41.996123°N 21.431698°E